# Raïon de Poronaïsk
Le raïon de Poronaïsk (russe : Поронайский райо́н) est l'une des dix-sept subdivisions administratives (raïons) de l'oblast de Sakhaline, à l'est de la Russie. En tant que division municipale, il est intégré à l'okroug urbain de Poronaïsk. Il est situé à l'est de l'oblast. Sa superficie est de 7 280,2 km2. Son centre administratif est la ville de Poronaïsk. La population du raïon (en excluant le centre administratif) était de 7 811 (2010); 10 857 (2002) 17 977 (1989).